# Banksia burdettii
Banksia burdettii là một loài thực vật có hoa trong họ Quắn hoa. Loài này được Baker f. miêu tả khoa học đầu tiên năm 1934.
Loài thực vật này hiện diện ở xứ đồng bằng cát phía bắc Gingin, Western Australia. Chúng cao đến 4 m, chúng có lá dài răng cưa lá và hoa tươi sáng lớn, ban đầu màu trắng trước hi mở ra chuyển thành màu cam sáng, chủ yếu nở vào cuối Hè (tháng 2 và tháng 3). Edmund Gilbert Baker mô tả B. burdettii vào năm 1934, đặt tên cho nó theo nhà sưu tập loài cây này, W. BURDETT. Một khi đã thiết lập loài cây này có khả năng chống sương giá cả và hạn hán, chúng thích ánh nắng mặt trời hoặc bóng râm và đất thoát nước tốt,